# Vincenzo Fiorillo
Vincenzo Fiorillo (* 13. Januar 1990 in Genua) ist ein italienischer Fußballtorwart, welcher seit 2021 bei der US Salernitana unter Vertrag steht.

## Karriere

### Verein
Vincenzo Fiorillo begann seine Fußballkarriere bei ASD Nuova Oregina Genova. Seit 2004 spielt er bei Sampdoria Genua. Am 10. April 2008 gewann der Torwart mit der Jugendmannschaft von Sampdoria die Coppa Italia Primavera, als er im Finale gegen das Team von Atalanta Bergamo zwei von vier Elfmetern parieren konnte. Im selben Jahr gewann er außerdem das Campionato Primavera.
Am 13. April 2008 spielte er erstmals in der Serie A beim Spiel gegen Reggina Calcio.
Am 14. Januar 2010 wechselte er auf Leihbasis zu Reggina Calcio. Im Juli 2010 kehrte er wieder zu Sampdoria Genua zurück. Nach zwei weiteren Leihen zu Spezia Calcio und der AS Livorno wechselte Fiorillo zu Juventus Turin. Von dort wurde er sogleich an Delfino Pescara 1936 verliehen. Die Delfini nahmen Fiorillo später fest unter Vertrag.
Im Sommer 2021 wechselte er zur US Salernitana in die Serie A.